# Голдман, Сэм
Сэм Голдман (англ. Sam Goldman, Samuel Warrack Goldman; род. в 1979 году, Спрингфилд, Массачусетс, США) — канадский и американский социальный предприниматель и менеджер, сооснователь и руководитель компании D.light Design (CEO, 2011), ставящей перед собой цель обеспечить доступ беднейших слоёв населения мира к солнечной электроэнергетике; один из руководителей Neurio Technology Inc. (Канада); в качестве серийного предпринимателя создал и руководит, а также выступает советником ещё в ряде компаний и некоммерческих организаций.
Проживает в Ванкувере (Канада).

## Биография
Самуэль Голдман родился в 1979 году в Спрингфилде, штат Массачусетс, США.
Его отец работал в Агентство США по международному развитию (USAID) сельскохозяйственным экономистом, мать — занималась здоровьем матерей.
Раннее детство Сэм провёл в Пакистане, Перу, Индии и Западной Африке.
Уже тогда был приверженцем защиты окружающей среды.
Сэм Голдман получил степень магистра в области биологии и охраны окружающей среды в Викторианском университете в Канаде (1997—2001).
Провёл четыре года (2001—2005) в качестве волонтёра в Бенине (Африка), где вместе с Корпусом мира основал и руководил некоммерческой организацией GARPE-ONG.
На этой должности ему удалось построить первый в стране завод по производству пищевых добавок для больниц и медицинских центров, изготавливаемых из листьев маслиничной моринги.
В 2004 году в Бенине Сэм стал свидетелем того, как сын соседа обжёгся и чуть не умер, неудачно перевернув на себя керосиновую лампу.
Его поразило, что в Африке большинство семей пользуется подобным опасным и вредным для здоровья способом освещения, в то время как в мире существуют эффективные низкозатратные светодиодные лампы и солнечные панели для зарядки батарей.
Вернувшись в Северную Америку он поступил на курс MBA по предпринимательскому дизайну в Стэнфордском университете.
Там он познакомился с Недом Тозуном, с которым поделился планами по разработке и распространении в беднейших странах специально спроектированные под нужды населения осветительных приборов.
В 2007 году Сэм Голдман совместно с Недом Тозуном основали компанию D.light Design и стал одним из её руководителей (CCO).
В марте 2011 года он отошёл от непосредственного управления компанией, сосредоточившись на стратегическом менеджменте.
С 2010 года советник в Driptech, Inc.
В 2013—2014 годах работал советником в компании Kuli Kuli Inc.

## Награды и премии
В 2010 году Голдман вошёл в число Молодых глобальный лидеров Всемирного экономического форума в Давосе.
В 2011 году Сэм Голдман был отмечен Фондом Ашока и премией Sargent Shriver Award for Distinguished Humanitarian Assistance Корпуса мира.
В 2012 году African Leadership Network назвал Сэма Голдмана Next Generation Leader for Africa.
В 2013 году Сэм Голдман и Нед Тозун были названы Forbes в числе 30 наиболее значимых социальных предпринимателей.
В 2014 году Сэм Голдман, Донн Тайс и Нед Тозун, за свою работу в D.light Design, названы Фондом Шваба социальными предпринимателями года.
В том же году Голдман удостоен The Charles Bronfman Prize.